# Duvashen Padayachee
Duvashen Padayachee (Sydney, 4 mei 1990) is een Australisch autocoureur.

## Carrière
In 2007 begon Padayachee zijn autosportcarrière in het karting, waar hij tot 2009 actief bleef. Dat jaar werd hij kampioen in de Sydney Karting Racing Club Clubman Light.
In 2010 maakte Padayachee de overstap naar het formuleracing, waar hij ging rijden in de Formule BMW Pacific voor het team Eurasia Motorsport. Met een derde plaats in de eerste race op het Guangdong International Circuit als beste resultaat eindigde hij als elfde in het kampioenschap met 49 punten.
In 2011 blijft Padayachee in de Formule BMW Pacific rijden, dat haar naam veranderd heeft naar de JK Racing Asia Series, voor Eurasia. Met opnieuw een derde plaats op het Marina Bay Street Circuit als beste resultaat eindigde hij als vijfde in het kampioenschap met 100 punten, ondanks dat hij het laatste raceweekend op het Sepang International Circuit miste.
In 2012 gaat Padayachee in Europa racen, waar hij in het Britse Formule 3-kampioenschap voor het team Double R Racing zijn Formule 3-debuut maakt. Hij reed hier in het rookiekampioenschap, waarbij enkel hijzelf en Spike Goddard het gehele seizoen deelnamen. Met zes overwinningen eindigde hij uiteindelijk als tweede in het kampioenschap met 377 punten, 49 punten minder dan Goddard. Door zijn deelname aan de Britse Formule 3 reed hij ook enkele gastraces in de Formule 3 Euroseries en het Europees Formule 3-kampioenschap, waar hij in beide kampioenschappen niet puntengerechtigd was.
In 2013 keert Padayachee terug naar Australië, waar hij deelneemt aan de 12 uur van Bathurst voor het team Rentcorp Forklifts samen met zijn broer Indiran Padayachee, Barton Mawer en Aaron Zerefos. Zij eindigden de race als 25e en als zesde in de B-klasse. Ook neemt hij deel aan de Australische Porsche Carrera Cup voor het Team BRM.